# Chapelle Saint-Jean-l'Évangéliste de Zekhnova
Pour les articles homonymes, voir Chapelle Saint-Jean.
La chapelle Saint-Jean l'Évangéliste (en russe : Часовня Иоанна Богослова, Tchassovniïa Ionna Bogoslova) est une chapelle construite en bois, surmontée d'un toit en forme de chatior, située dans le petit hameau de Zekhnova, dans le raïon de Plessetsk, dans l'oblast d'Arkhangelsk, en Russie. Le hameau est un village membre de l'association des Plus Beaux Villages de Russie.
Elle est classée dans la liste de l'héritage patrimonial de la Russie d'intérêt régional sous le n°291410190360005. Elle appartient au type octogonal, sa construction date de la fin du XVIIIe siècle, et grâce aux différentes restaurations, elle est dans un très bon état.

## Situation
La chapelle Saint-Jean l'Évangéliste se situe au centre du village de Zekhnova, dans le raïon de Plessetsk. Le raïon se situe dans l'oblast d'Arkhangelsk, oblast du nord de la partie européenne de la Russie. Le village se situe au bord du lac Kenozero. Il se situe sur une colline, la colline « Bouï-Goré », à laquelle converge les trois chemins du village. La colline était auparavant un lieu de réunion de païens.

## Historique
La chapelle a été construite à la fin du XVIIIe siècle, dans une architecture en bois russe en rondins empilés. La salle de prière possède une peinture des douze apôtres entièrement conservées, peinte lors de la construction, qui est entièrement conservées. Elle fut peinte par des maîtres d'Olonets dans la tradition de la peinture des vieux-croyants. Jusqu'en 1890, la chapelle appartenait au volost (paroisse) du Kenozero, puis à partir de cette année au volost de Riapoussovski, dont l'église de cette paroisse était située à 4 km au nord de la chapelle dans le village de Riapoussovski Pogost. Au XIXe siècle fut rajouté le beffroi de la chapelle.
En 1982, des travaux de restauration ont eue lieues, où la toiture de la chapelle a été totalement remplacée. Les éléments détruits de la charpente et du clocher ont aussi été remplacé. Les ouvertures qui s'étaient créées dans la toiture ont été bouchées.
En 1991, l'Institut Spetsproektrestavratsiya de Moscou a conçu un projet pour la restauration de la chapelle. Entre 1997 et 1998, dans le cadre de la coopération russo-norvégienne, une équipe réunissant des charpentiers du parc national de Kenozero, d'Arkhangelsk et de Norvège ont réalisé les travaux de restaurations de la chapelle. Le toit a été entièrement recréé, des piliers ont été ajoutés, la clôture du porche a été refaite, le beffroi aussi ainsi que d'autres éléments pourris. En 2009, une équipe de menuisiers du parc national ont réparé le toit,.

## Description
La chapelle est typique de la région du Kenozero (région appelée en russe Kenozerié), que ce soit son architecture ou ses éléments, bien qu'elle ait des caractéristiques particulières. Les dimensions de la chapelle sont 6,6 m x 6,3 m, est la hauteur entre le toit est le sol d'environ 5 mètres. La hauteur jusqu'au toit du beffroi est de 7,3 mètres, et la hauteur totale avec la croix est de 9,3 mètres. La composition architecturale a une légère asymétrie, à peine perceptible à l'œil nu.  
La klet (ru) (littéralement la « caisse », c'est-à-dire la salle du bâtiment) et le porche ouvert sont sous un toit à pignon commun. Le porche est disposé sur les sorties en porte-à-faux, avec un sous-sol élevé. Ainsi, le plancher du bâtiment est surélevé par rapport au sol, ainsi que la galerie qui entoure le bâtiment. Le toit recouvre la galerie, avec des piliers sculptés qui tiennent les bouts du toit. La galerie possède une rambarde avec des balustres. Sur le toit, juste au-dessus du porche s'élève le beffroi octogonal, rajouté au XIXe siècle. Il est couronné d'une tente (ru) étroite avec une croix qui est le sommet de la chapelle. Par ailleurs, la galerie présente le caractère unique dans tout l'oblast à être sur des sur consoles, qui sont de plus sculptées. 

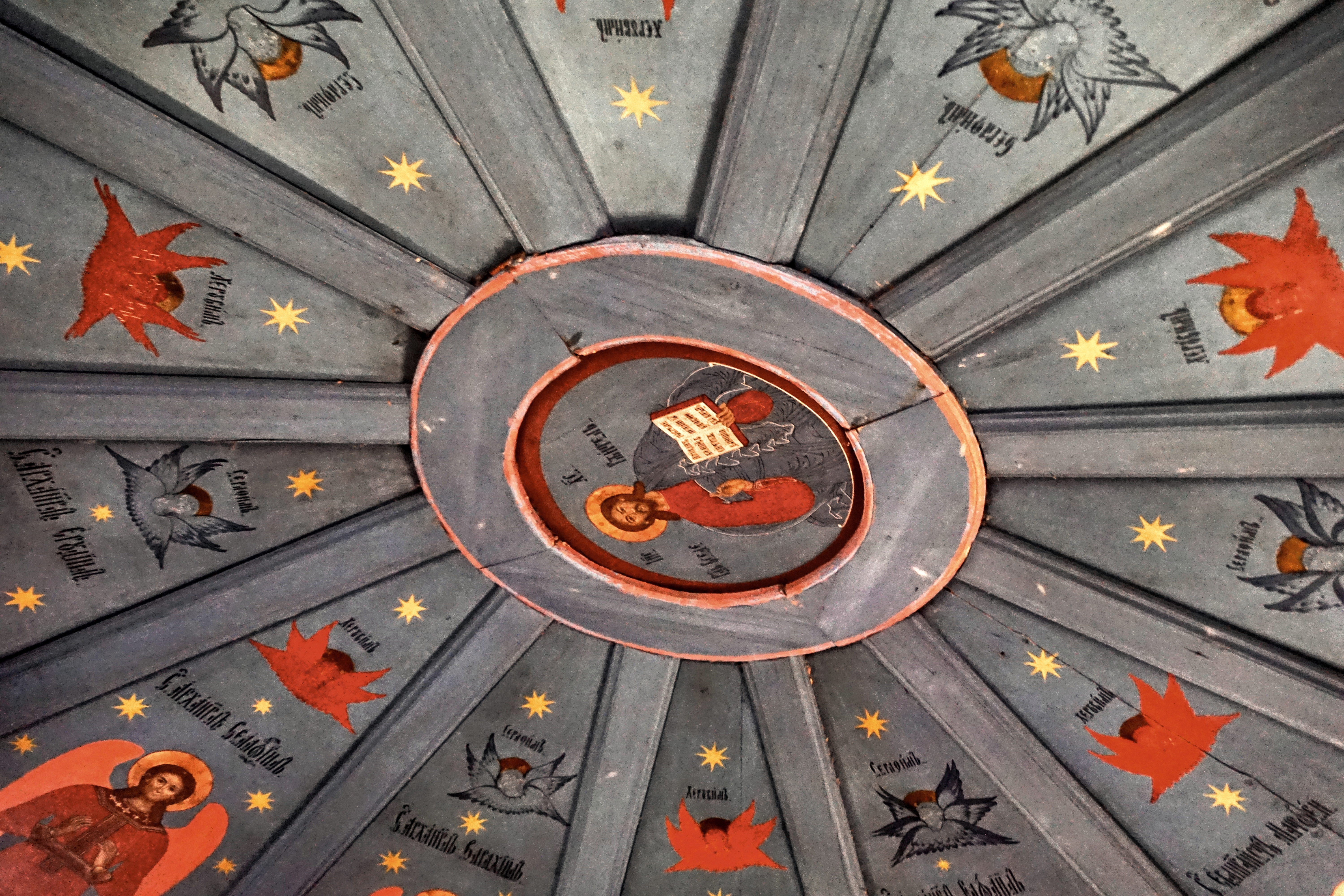
Peinture du plafond de la chapelle.

Le plafond de l'intérieur est peint d'un « ciel (ru) » à douze faces, qui est entièrement conservé. Il est le plus vieux de la région du Kenozero, peint en même temps que la construction de la chapelle. Il a été peint par un ou des maîtres (très probablement) d'Olonets dans la tradition de la peinture des vieux-croyants de Vygovskaïa (ru). La peinture comprend des images de la Crucifixion (côté oriental), de 7 archanges et de 4 évangiles. Il y a une représentation centrale de Jésus sur la peinture du plafond où convergent les douze faces, avec autour des images de séraphins et de chérubins avec des couleurs bleues et rouges assez vives. L'or a été activement utilisé pour le fond et les vêtements. La peinture est similaire à celle de  l'église Saint-Georges du village de Fedorvoskaïa ainsi que l'iconostase du village de Semenovo. La taille de la peinture du plafond est de 424 cm x 360 cm.
L'église possède d'autres décorations, dont des icônes disposés, dont seule la moitié des originales a survécu. Ce sont des icônes de la Résurrection - Descente aux enfers, de Jean le Baptiste - Ange au monastère et de Notre-Dame de Vladimir. L'icône de Jean le Baptiste se distingue des proportions raffinées et des angles inattendus. Le fond est d'un bleu riche, et l'image de Jean paraît monumentale. Les ailes ocre contrastent avec le fond. Toute l'icône a bien été ornée, qui est complété par une bordure dorée. L'ensemble des icônes remontent au derniers tiers du XVIIIe siècle. Au XIXe siècle, une chasuble ornementale a été rajoutée dans l'église. Près de la mandorle supérieure a été représenté le Saint-Sépulcre.

## Galerie

Vues de la chapelle (sélection) :
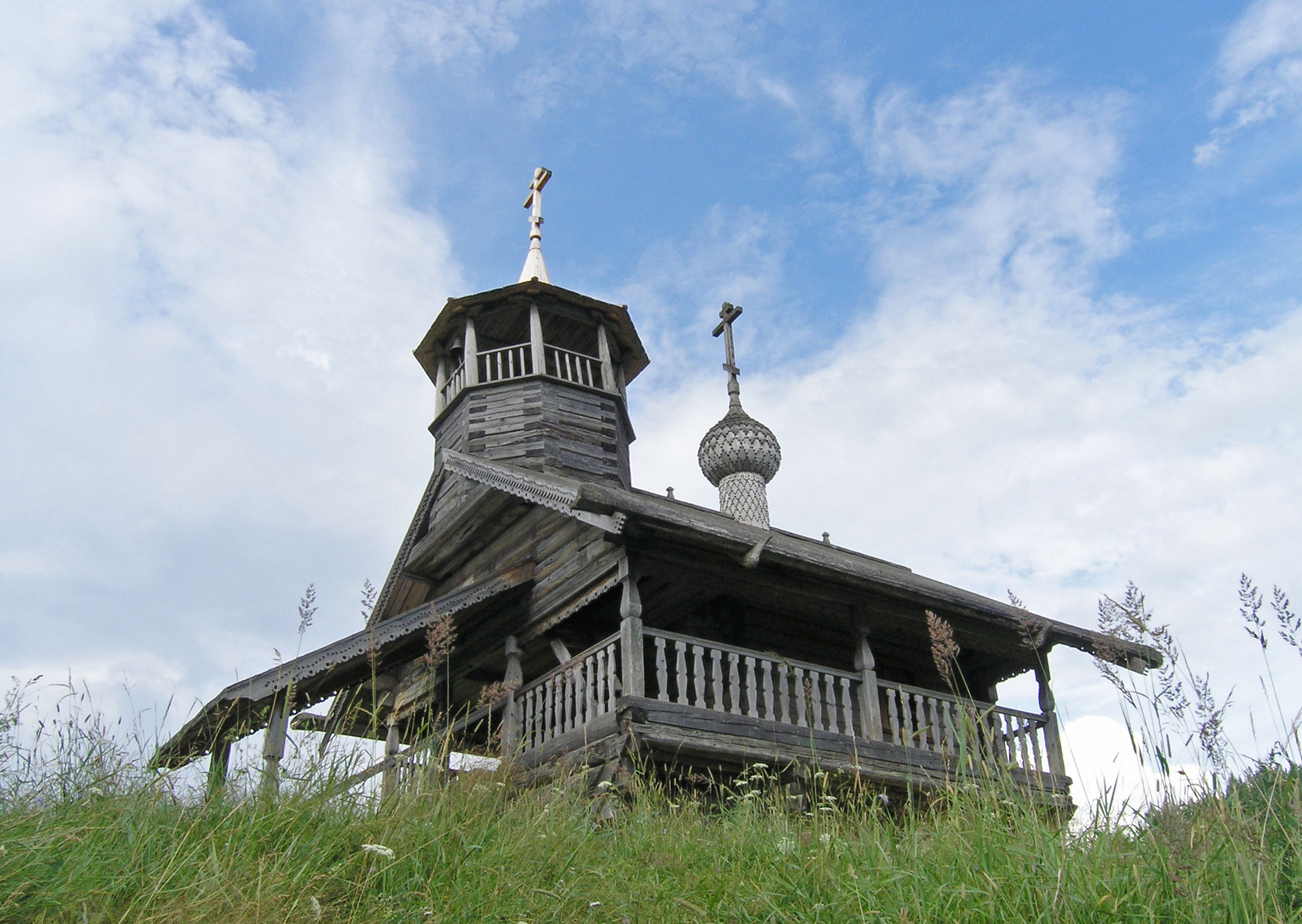
Vue en contre-plongée de la chapelle.
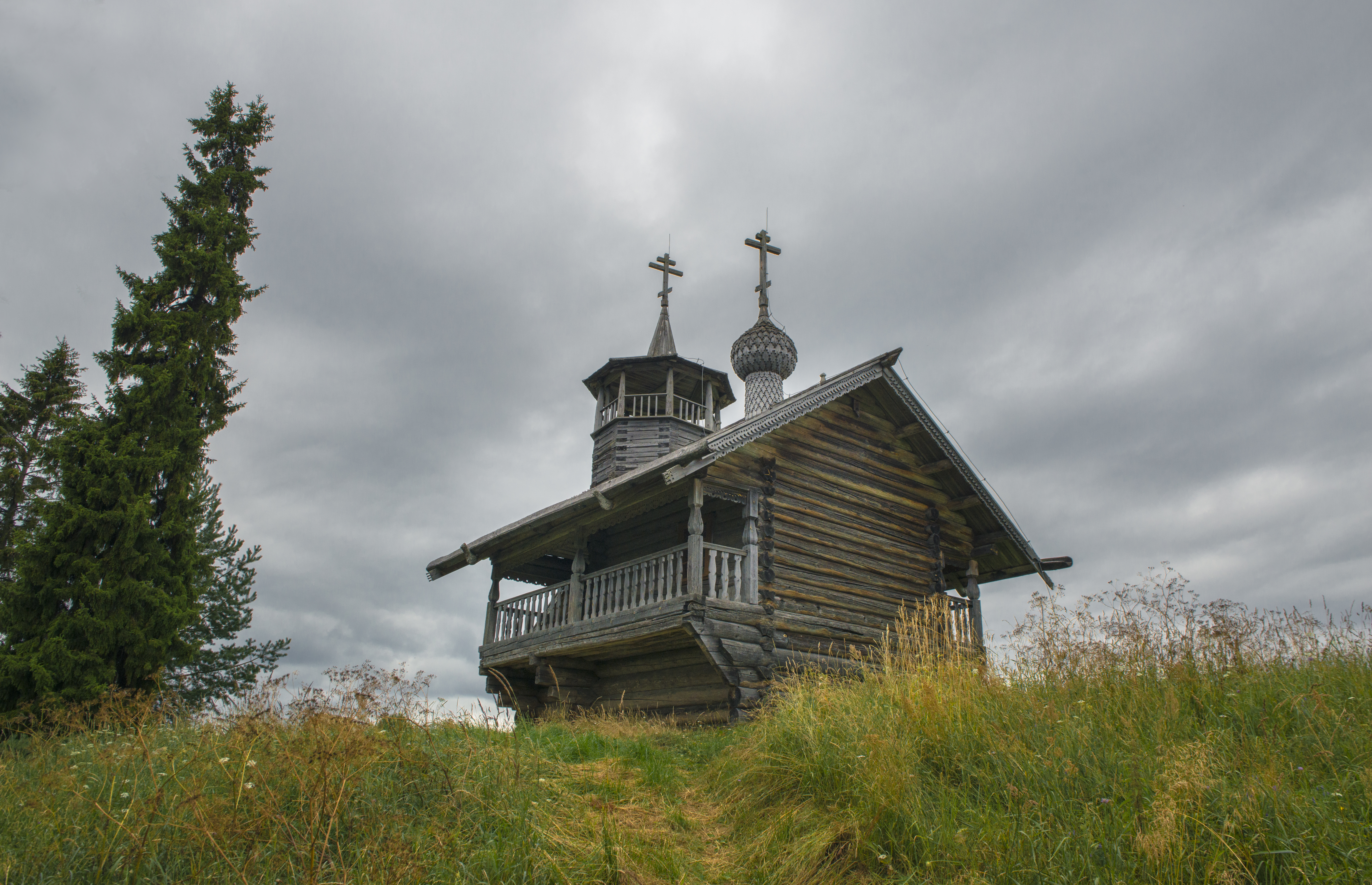
Vue de derrière. À noter la galerie surélevée par des consoles.
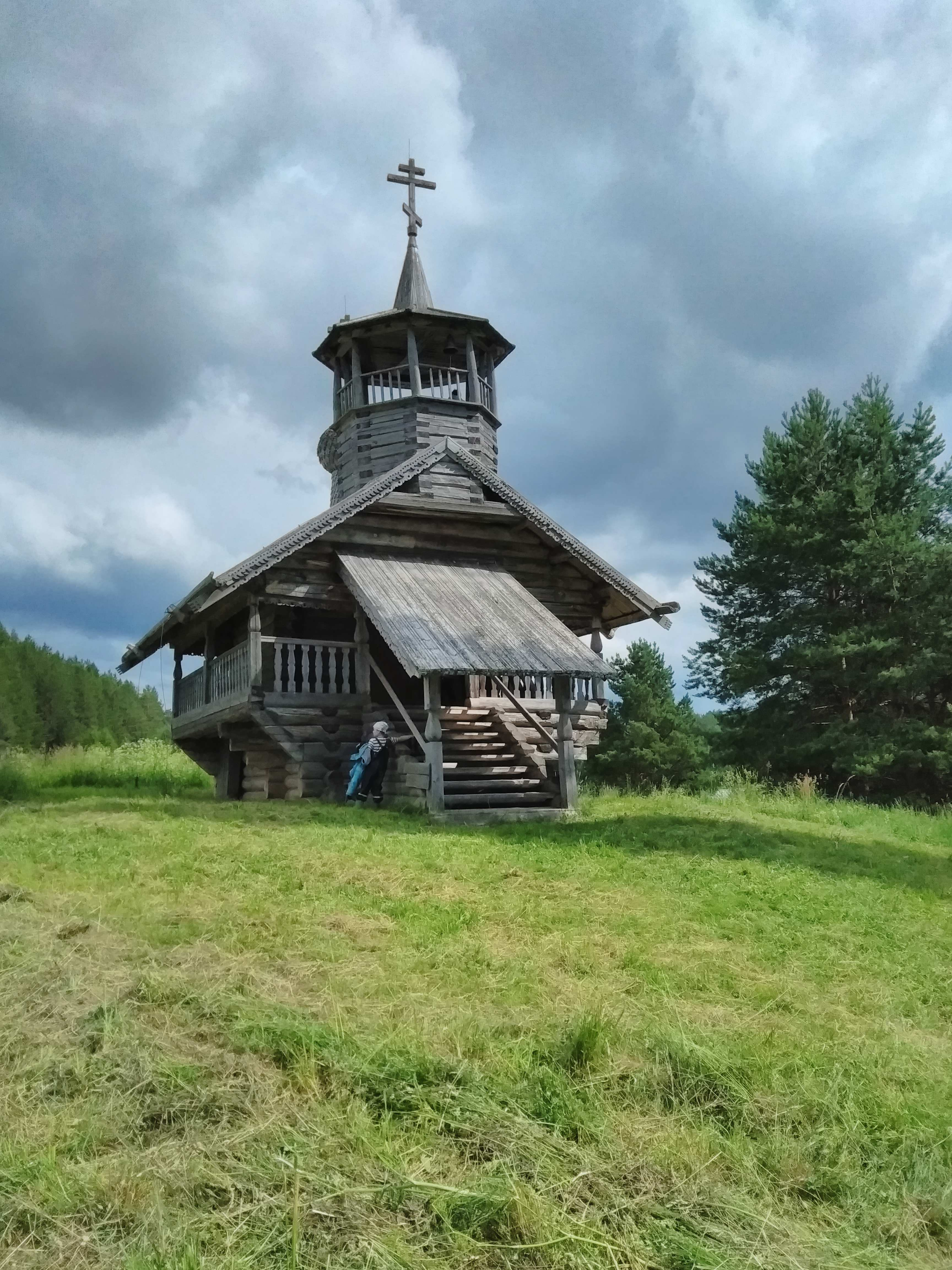
Vue de face.
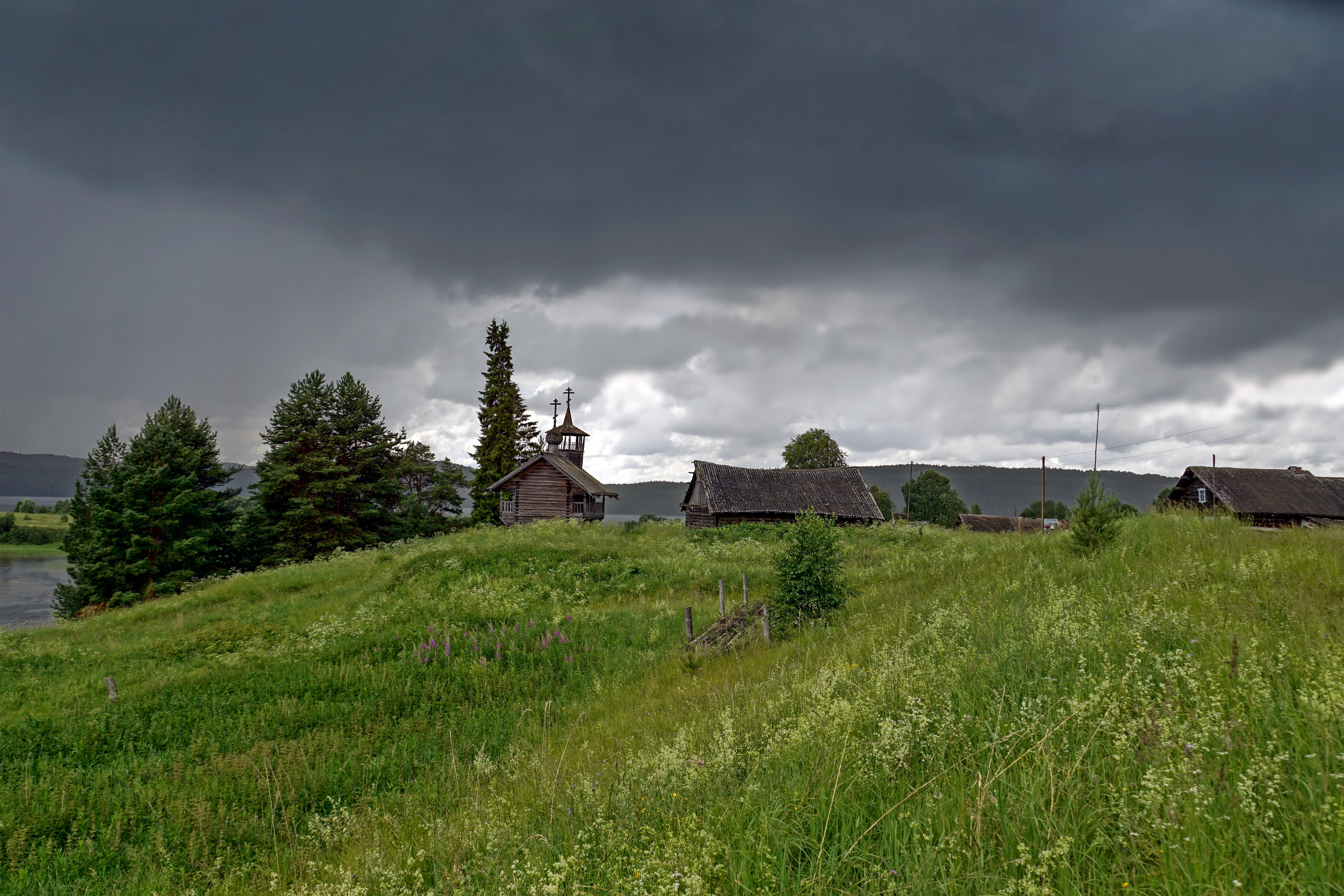
La chapelle et des maisons du village.